# باد گروند (زامتگمایند)
باد گروند (زامتگمایند) (به آلمانی: Samtgemeinde Bad Grund) یک منطقهٔ مسکونی در آلمان است که در Osterode واقع شده‌است. باد گروند ۸٬۸۲۴ نفر جمعیت دارد.